# Kerstin Kunze

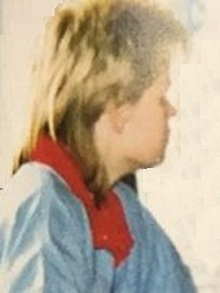
Kerstin Kunze (1990)

Kerstin Kunze (* 23. August 1971) ist eine deutsche Schachspielerin.

## Schachliche Erfolge
Fünfzehnjährig nahm Kerstin Kunze zum ersten Mal an einer deutschen Schachmeisterschaft der Frauen teil. Es war Februar 1987 bei der DDR-Meisterschaft der Frauen in Glauchau, als Iris Bröder gewann.
Kerstin Kunze erzielte 50 Prozent bei einem internationalen Damenturnier im Oktober 1987 in Halle (Saale), das Svetlana Prudnikova gewann. Sie nahm 1988 in Stralsund an der DDR-Meisterschaft der Frauen teil, als Antje Riedel gewann. Im Februar 1989 wurde sie DDR-Meisterin in Zittau.
Es folgten weitere Turniere:
- 1989 Europameisterschaft U18w, die Swetlana Matwejewa gewann.[6]
- 1989 Internationales Frauenturnier in Dresden.[7]
- 1990 DDR-Meisterschaft der Frauen in Bad Blankenburg, die Gundula Nehse gewann.[8]
- 1990 Internationales Frauenturnier in Dresden, das Soja Leltschuk gewann.[9]
- 1990 Weltmeisterschaft der Mädchen U20 in Santiago de Chile, die Ketino Kachiani gewann.[10]
- 1991 Zonenturnier der Frauen in Graz, das Tatjana Lematschko gewann.[11]
- 1992 Internationales Frauenturnier in Dresden, das Margarita Voiska gewann.[12]
- 1993 nahm sie am elften Berliner Sommer teil, als Karen Movsesjan gewann.

### Mannschaftsturniere
Bei der deutschen Frauenbundesliga spielte sie in den Spielsaisons 1991/92 für den TSV Schott Mainz, 1992/93 für den USV Potsdam, 1994/95 und 1995/96 für den Dresdner SC, 1996/97 und 1999/2000 für den SV Chemie Guben, 2000/01 für den SC Leipzig-Gohlis, sowie 2007/08, 2009/10 und 2010/11 für den SAV Torgelow.
Sie gewann mit dem Dresdner SC in der Saison 1994/95 die Frauenbundesliga und mit dem USV Potsdam die deutsche Frauen-Mannschaftsmeisterschaft 2012 im Blitzschach.
Im allgemeinen Spielbetrieb spielt Kunze in der Saison 2022/23 für den ESV Nickelhütte Aue, in der Vergangenheit war sie für den VBSF Cottbus und die Schachfreunde Schwerin aktiv.

### Sonstiges
Den Titel Internationaler Meister der Frauen erhielt sie von der FIDE im Jahr 2003. Die drei Normen hierfür erlangte sie 1989 in Zittau bei der DDR-Meisterschaft der Frauen, 1989 in Dresden bei einem internationalen Frauenturnier und in der Frauenbundesliga 1999/2000.
Ihre höchste Elo-Zahl 2215 erreichte sie im Juli 1989.